# Gómez
Gómez es un apellido patronímico español muy común en España, Filipinas, e Hispanoamérica. Deriva del nombre de Gome más -ez patronímico formante de apellidos terminados en -ez. Su variante en portugués Gomes es común en los países de la Lusofonía.

## Etimología
El étimo es de origen godo, apócope de Gomesco, que significa hijo de Gome (o Gomo), a su vez relacionado con las palabras en protogermánico gumaz (en gótico guma, en inglés antiguo guma, en inglés medio gome) y en latín homo, todas con el mismo significado de ‘hombre’. La terminación patronímica -ez se remontaría también al gótico -iks.

## Distribución
En España es el noveno apellido más común, está muy distribuido, más frecuente en las provincias de Segovia (2,399 %), Cantabria (2,226 %) y Huelva (2,067 %); según el INE, a fecha 01/01/2021 en España llevan el apellido de Gómez: 491.345 como primer apellido, 495.202 como segundo apellido y 13.399 como ambos apellidos.

## Heráldica
Como otros apellidos patronímicos comunes, no tiene un único origen común, y hay más de sesenta escudos distintos de este nombre, dependiendo de la zona de origen y de la familia.
|  |
|  |

|  |
|  |